# Lepidonotus lacteus
Lepidonotus lacteus är en ringmaskart som först beskrevs av Ehlers 1887.  Lepidonotus lacteus ingår i släktet Lepidonotus och familjen Polynoidae. Inga underarter finns listade i Catalogue of Life.